# Николай Ангелов (художник)
Николай Ангелов, с артистичното име – Гари, е български художник-живописец.

## Биография и творчество

### Николай Ангелов- Гари (Gary- Nikolai Angelov)
Роден през 1978 г.
  Завършил специалности: „Скулптура“ във Велико Търново (ВТУ), магистратури  - „Графика“ в Шумен (ШУ) и „Grafik Art“ в Националната арт академия в Букурещ (UNArte Bucharest), Румъния.
  Членува в „Дружество на бургаските художници“ (ДХБ).
Член на „Българско иконографско сдружение“ (БИС).
  Твори  в „Garyeli“- арт студио и галерия.
  Живее и работи в Бургас, България.
Има над 20 самостоятелни изложби. Участва в множество колективни арт проекти и събития в страната и в чужбина.
  Работи в стил, характерен за автора. Използва различни похвати от магическия реализъм и илюстративната живопис.
  Носител на редица отличия, сред които: голямата награда „Златен Езоп“ от XXII биенале на хумора и сатирата в Габрово, „Художник на десетилетието“от галерия „Ларго“, награда за „Млад художник“ от СБХ- биенале „Приятели на морето“ и др.
  Рисува в редица храмове и манастири, сред които Троянската и Бачковската обител.
„…Работя във всички сфери на изобразителното изкуство, което ми помага да виждам винаги от различен ъгъл и по нов начин нещата, които правя.
Животът ми винаги е бил и вярвам, че ще бъде рисуване. Всеки миг, в който творя, ме изпълва с щастие, носи ми радост и усилва вярата ми, че това е моето призвание; нещото,  което трябва да правя.